# Ángel Aznar Paniagua
Ángel Aznar Paniagua (Zaragoza, Aragón, 24 de agosto de 1947) es un empresario, escritor e historiador de fútbol y Presidente del Real Zaragoza desde 1984 a 1986 en la Primera División española de fútbol.

## Trayectoria profesional
Fundador de Material Eléctrico Industrial S.L. (MEI), Informel S.A., Maelza S.L. y la Marisquería Las Marismas

## Real Zaragoza
En 1985 al leer en la prensa la dimisión de Armando Sisques en el Real Zaragoza, decidió presentarse a las elecciones como Presidente de dicho club y triunfó en las urnas. Abandonó la Presidencia del Real Zaragoza al año y medio de su nombramiento, por profundas discrepancias con algunas personas pertenecientes a medios de comunicación importantes de esta ciudad, después de obtener el Campeonato de Copa, en una final memorable para los aficionados, en Madrid, contra el Barcelona con el 1-0 de Ruben Sosa, cuarto puesto en la liga y 200 millones de superávit en aquellos años en que los presupuestos eran de 500 millones.
Hoy se ha convertido en un historiador del Real Zaragoza, habiendo publicado un libro en dos tomos, en 1995, titulados "El Largo camino hasta la Recopa" y trabajos que, se entregaron con un diario local llamado "El Gran Álbum del Real Zaragoza", recopilación de la gran colección fotográfica que posee de dicho club.”

## Cargos y condecoraciones
- Copa del Rey en 1986